# Вебр
Вебр (фр. Vèbre, окс. Brèbe) — коммуна во Франции, находится в регионе Окситания. Департамент коммуны — Арьеж. Входит в состав кантона Ле-Кабан. Округ коммуны — Фуа.
Код INSEE коммуны — 09326.

## Население
Население коммуны на 2008 год составляло 141 человек.
| 1962 | 1968 | 1975 | 1982 | 1990 | 1999 | 2008 |
| ---- | ---- | ---- | ---- | ---- | ---- | ---- |
| 119  | 149  | 129  | 130  | 128  | 124  | 141  |

## Экономика
В 2007 году среди 83 человек в трудоспособном возрасте (15—64 лет) 63 были экономически активными, 20 — неактивными (показатель активности — 75,9 %, в 1999 году было 64,0 %). Из 63 активных работали 58 человек (31 мужчина и 27 женщин), безработных было 5 (2 мужчины и 3 женщины). Среди 20 неактивных 8 человек были учащимися или студентами, 4 — пенсионерами, 8 были неактивными по другим причинам.